# Kapuzinerkloster Marsberg
Das Kapuziner-Kloster Marsberg war eine Gründung des 18. Jahrhunderts von Kapuzinern aus der Kölnischen Ordensprovinz. In Niedermarsberg und Umgebung waren sie in der Seelsorge tätig. 1812 wurde das Kloster aufgehoben und das Gebäude in eine Irrenanstalt umgewandelt. Heute befindet sich hier die Westfälische Klinik Marsberg.

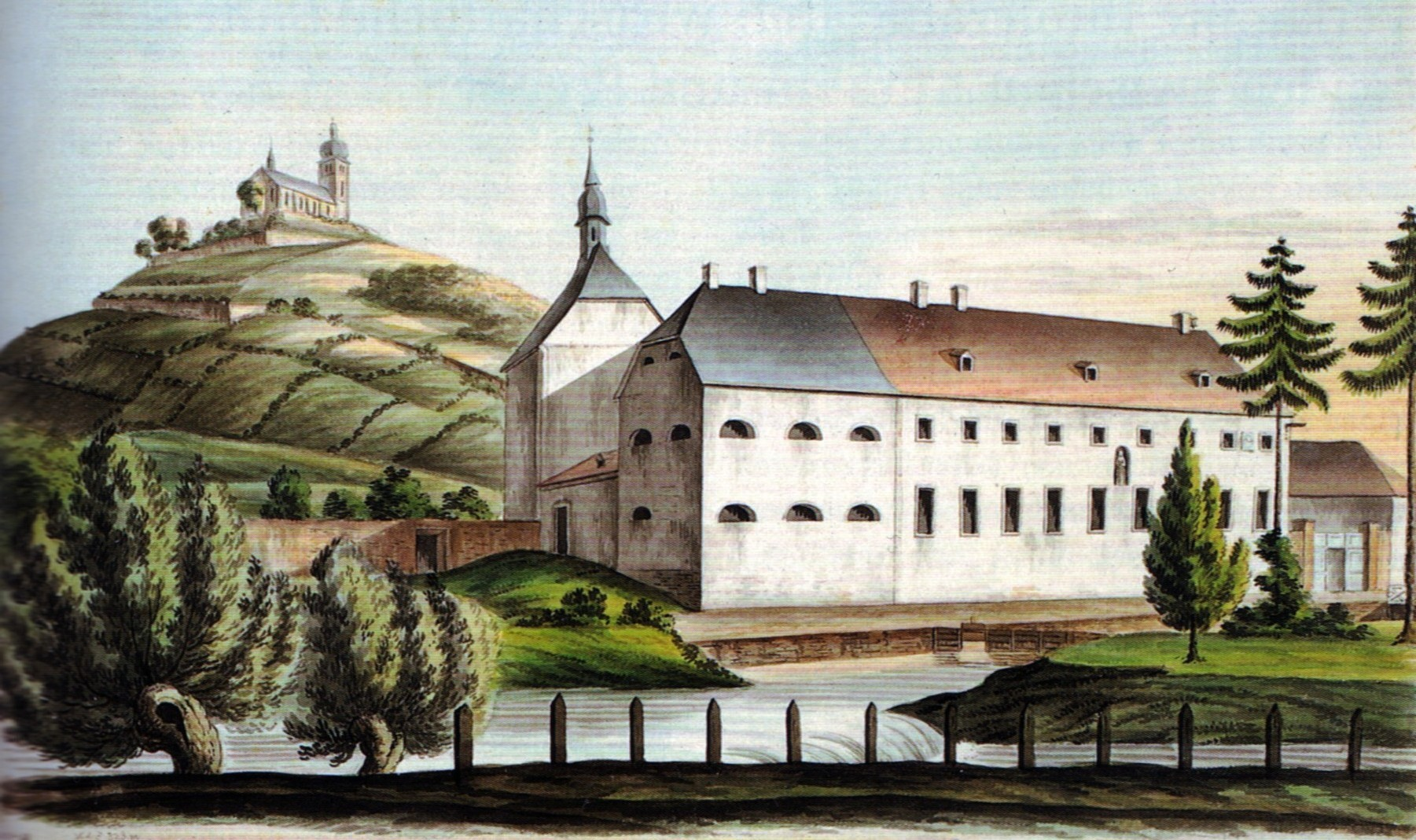
Das Irrenhaus zu Niedermarsberg, vormaliges Kapuzinerkloster, Aquarell von Alfred Yark um 1840

## Geschichte und Entwicklung
Erste Pläne zur Gründung eines Kapuziner-Klosters in Niedermarsberg reichen bis 1687 zurück. 1745 erteilte der Stadtrat die Erlaubnis zur Errichtung eines Klosters. Es dauerte noch einmal fünf Jahre, bis 1750 die Kapuziner mit dem Bau begannen. Zwei Jahre später konnte der Westflügel bezogen werden. Die Vollendung der Baumaßnahmen zog sich noch bis 1785 hin. Die Klosterkirche wurde zwischen 1753 und 1755 errichtet.
Anfangs lebten vor Ort nur ein Pater und ein Laienbruder. Ab 1753 waren es lange Zeit nicht mehr als vier Patres und ein Laienbruder. Nach der Fertigstellung des Klosters lebten im Schnitt 12 bis 15 Patres und einige Laienbrüder im Gebäude. 1812 waren es noch 10 Patres und zwei Laienbrüder. Die Patres beschränkten ihre Tätigkeit auf die Mithilfe in der Seelsorge, vor allem in der katholischen Pfarrkirche in Niedermarsberg. Daneben leisteten sie Aushilfen in den Gemeinden von Arolsen, Essentho, Madfeld, Thülen und Rösenbeck. 1812 wurde das Kloster durch den Großherzog von Hessen-Darmstadt aufgehoben. Die Konventualen zogen daraufhin in die Klöster Werl, Brunnen und Geseke.
In den Quellen wird der Kapuziner-Konvent „Conventus Stadtbergensis“ (1744) genannt. Leiter des Konvents war der „Guardian“. Über das Archiv gibt es keine Nachrichten. Bei der Säkularisation wurden die Archivalien über verschiedene Archive verstreut. Die Bibliothek bestand 1746 bloß aus fünf Bänden, existierte also praktisch nicht. In der Klosteranlage wurde die Provinzial-Irrenanstalt Westfalen eingerichtet. Im Laufe des 19. Jahrhunderts wurden die alten Gebäude abgebrochen und durch Neubauten ersetzt.

## Liste der Guardiane
- 1744 Bonifatius Raesfeld
- 1745 Bonifatius Raesfeld
- 1751 Henricus Hülsmann
- 1766 Fidelis Gese
- 1773 Achatius Giffers
- 1785 Anselmus Venloh
- 1803 Cosmas Vornarez (?)
- 1812 Gabriel Kligge